# Guangfuhui

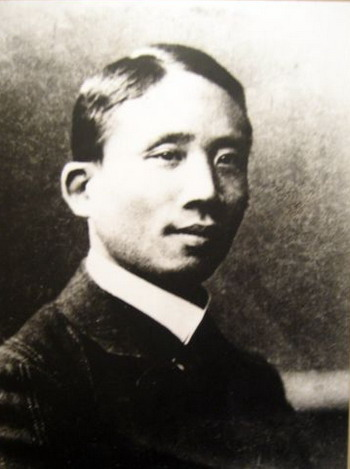
Cai Yuanpei

La Guangfuhui (chino: 光復會; pinyin: Guāngfùhuì; literalmente, Sociedad de Restauración), fue una organización contraria a la dinastía Qing establecida por Cai Yuanpei en 1904. Muchos miembros eran de Zhejiang. Los miembros notables incluyeron a Qiu Jin, Qu Yingguang, Tao Chengzhang, Woo Tsin-hang, Xu Xilin, Zhang Binglin y Liu Shipei. La organización se fusionó con la Tongmenghui un año después.
La Guangfuhui era también el nombre de una organización establecida por la República de China después de la revolución comunista en el continente con el propósito de "restaurar la luz en la China continental". La organización se disolvió en junio de 1990.